# Durango (municipi)
|  | Aquest article tracta sobre el municipi mexicà. Si cerqueu el municipi espanyol, vegeu «Durango (Biscaia)». |

Durango és un municipi a l'estat de Durango. Victoria de Durango és el cap de municipi i principal centre de població d'aquesta municipalitat. Aquest municipi és a la part sud de l'estat de Durango. Limita al nord amb els municipis de Canatlán, al sud amb Mezquital, a l'oest amb Riva Palacio i a l'est amb Cuencamé.